# Empoasca margaritae
Empoasca margaritae är en insektsart som beskrevs av Rowland Southern 2006. Empoasca margaritae ingår i släktet Empoasca och familjen dvärgstritar. Inga underarter finns listade i Catalogue of Life.